# Sky News Australia
Sky News Australia – australijska informacyjna stacja telewizyjna, której właścicielem jest Australian News Channel Pty Ltd, należący do brytyjskiego przedsiębiorstwa British Sky Broadcasting (BSkyB) oraz Seven West Media i Nine Entertainment Co. Kanał wystartował 19 lutego 1996 roku. Nadaje w formacie 16:9 SDTV.
Stacja dostępna jest na platformach satelitarnych i sieciach kablowych: Foxtel, Austar, Optus Television oraz Neighbourhood Cable, a także dzięki technice IPTV na Xbox 360.
Prezenterami w stacji są m.in. Leigh Hatcher, Nina May, Terry Willesee, Susanne Latimore, Jacinta Tynan, Ashleigh Gillon, Vanessa Trezise, Chris Roe, Paul Gregg, James Bracey, Luke Doherty, Megan Barnard i Tiffany Cherry.

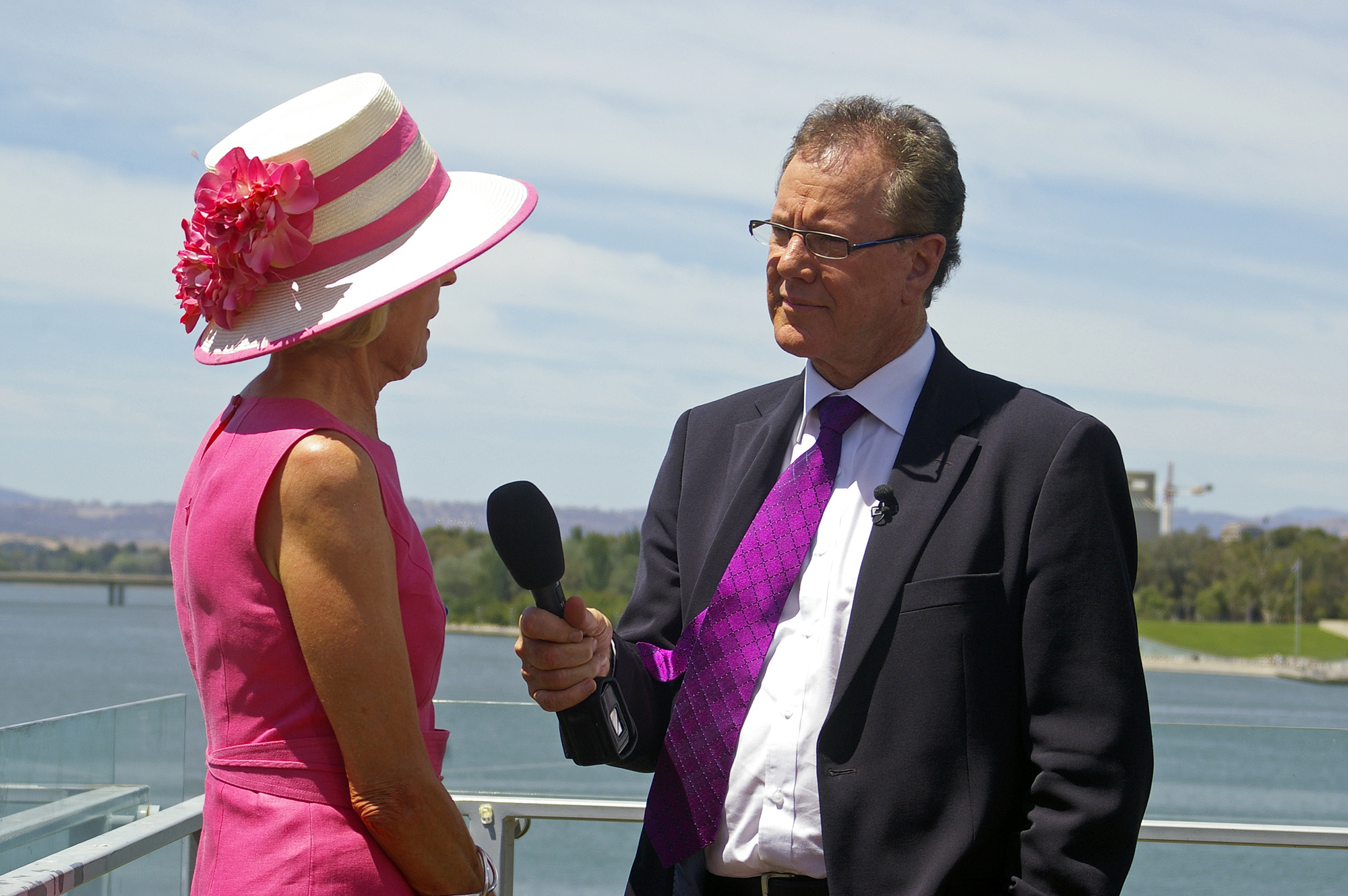
Terry Willesee podczas rozmowy z Quentin Bryce, gubernator generalną Australii